# Distretto di Capacmarca
Il distretto di Capacmarca è uno degli otto distretti della provincia di Chumbivilcas, in Perù. Si trova nella regione di Cusco.